# Brachylophon curtisii
Brachylophon curtisii är en tvåhjärtbladig växtart som beskrevs av Daniel Oliver. Brachylophon curtisii ingår i släktet Brachylophon och familjen Malpighiaceae. Inga underarter finns listade i Catalogue of Life.